# Вигодська сільська рада (Борщівський район)
Ви́годська сільська́ ра́да — адміністративно-територіальна одиниця та орган місцевого самоврядування в Борщівському районі Тернопільської області. Адміністративний центр — село Вигода.

## Загальні відомості
- Територія ради: 9,531 км²
- Населення ради: 2 482 особи (станом на 2001 рік)

## Населені пункти
Сільській раді були підпорядковані населені пункти:
- с. Вигода
- с. Білівці
- с. Боришківці
- с. Окопи
- с. Трубчин

## Населення
Згідно з переписом УРСР 1989 року чисельність наявного населення сільської ради становила 2569 осіб, з яких 1162 чоловіки та 1407 жінок.
За переписом населення України 2001 року в сільській раді мешкало 2477 осіб.

### Мова
Розподіл населення за рідною мовою за даними перепису 2001 року:
| Мова       | Відсоток |
| ---------- | -------- |
| українська | 99,64 %  |
| російська  | 0,32 %   |
| білоруська | 0,04 %   |

## Склад ради
Рада складалася з 16 депутатів та голови.
- Голова ради:
- Секретар ради: Олійник Ганна Григорівна

### Керівний склад попередніх скликань
| Прізвище, ім'я, по батькові | Основні відомості                                    | Дата обрання | Дата звільнення |
| --------------------------- | ---------------------------------------------------- | ------------ | --------------- |
| Олексів Ганна Василівна     | Сільський голова, 1962 року народження, позапартійна | 26.03.2006   | 31.10.2010      |

Примітка: таблиця складена за даними сайту Верховної Ради України

### Депутати
За результатами місцевих виборів 2010 року депутатами ради стали:

#### За суб'єктами висування
| Суб'єкт висування | Кількість обраних депутатів | %   |
| ----------------- | --------------------------- | --- |
| Самовисування     | 16                          | 100 |

#### За округами
| № округу | Прізвище, ім'я, по батькові   | Дата визнання обраним | Освіта             | Партійна приналежність | Відомості про обраного депутата                             |
| -------- | ----------------------------- | --------------------- | ------------------ | ---------------------- | ----------------------------------------------------------- |
| 1        | Бойко Володимир Михайлович    | 02.11.2010            | середня            | позапартійний          | приватний підприємець                                       |
| 2        | Олійник Ганна Григорівна      | 02.11.2010            | середня спеціальна | позапартійна           | тимчасово не працює                                         |
| 3        | Білінський Василь Іванович    | 02.11.2010            | середня спеціальна | позапартійний          | тимчасово не працює                                         |
| 4        | Стрільчук Роман Карпович      | 02.11.2010            | середня спеціальна | позапартійний          | інвалід III групи, тимчасовоне працює                       |
| 5        | Юрійчик Галина Зигмундівна    | 02.11.2010            | вища               | позапартійна           | начальник ВОС при Вигодській сільській раді, начальник ВОС  |
| 6        | Духніч Василь Іванович        | 02.11.2010            | середня            | позапартійний          | тимчасово не працює                                         |
| 7        | Аукстерс Василь Іванович      | 02.11.2010            | середня спеціальна | позапартійний          | електромонтер Мельниця -Подільської ДТЕЛС, електромонтер    |
| 8        | Бобик Михайло Іванович        | 02.11.2010            | вища               | позапартійний          | служитель у Православній церкві с. Вигода, служитель церкви |
| 9        | Івасюк Ганна Дмитрівна        | 02.11.2010            | вища               | позапартійна           | секретарсільської ради, секретар                            |
| 10       | Лук'янів Володимир Вікторович | 02.11.2010            | середня            | позапартійний          | студент                                                     |
| 11       | Підгірняк Тарас Петрович      | 02.11.2010            | середня            | позапартійний          | приватний підприємець                                       |
| 12       | Палагнюк Іван Григорович      | 02.11.2010            | середня спеціальна | позапартійний          | тимчасово не працює                                         |
| 13       | Криворучко Алла Григорівна    | 02.11.2010            | вища               | позапартійна           | тимчасово не працює                                         |
| 14       | Короленко Іван Васильович     | 02.11.2010            | вища               | позапартійний          | головний лікар Вигодської амбулаторії, головний лікар       |
| 15       | Стельмащук Тарас Васильович   | 02.11.2010            | середня            | позапартійний          | тимчасово не працює                                         |
| 16       | Басараба Борис Ярославович    | 02.11.2010            | середня спеціальна | позапартійний          | працівник ВАТ "Кам'янець — Подільський ", працівник ВАТ     |